# El silencio es salud
El silencio es salud es el título del primer disco solista del exlíder del grupo Árbol, el cantante de rock argentino Eduardo Schmidt. Fue editado de forma independiente en el año 2009. Tras su salida de la banda, Schmidt convocó vía E mail, a músicos a que lo acompañasen en su nuevo proyecto. Para la grabación de la placa, Schmidt contó con Matías Luongo en guitarra, Nicolás Aranda en bajo, Ariel Polenta en teclados, Daniel Bugallo en batería y violín.
El silencio es salud es también la frase que desplegó alrededor del obelisco argentino el gobierno de Isabel Perón en el año 1974. Debido a la agitación política y social el mismo fue interpretado por buena parte de la sociedad como un mensaje de la Triple A para silenciar las voces disidentes.

## Lista de canciones
| N.º | Título                        | Duración |  |
| 1.  | «El silencio es salud»        | 2:12     |  |
| 2.  | «Sábado a la tarde»           | 3:01     |  |
| 3.  | «Reloj de avena»              | 3:28     |  |
| 4.  | «Todo es nuevo bajo el sol»   | 3:14     |  |
| 5.  | «Soy el mosquito sin luz»     | 3:05     |  |
| 6.  | «Tu mundo feliz»              | 2:21     |  |
| 7.  | «Que sea domingo»             | 3:55     |  |
| 8.  | «A veces»                     | 2:32     |  |
| 9.  | «La pregunta sin respuesta»   | 3:11     |  |
| 10. | «Ya estoy perdido»            | 2:23     |  |
| 11. | «Por eso no puedo»            | 1:46     |  |
| 12. | «Canción del pájaro sin alas» | 3:50     |  |
| 13. | «Zoé»                         | 3:22     |  |

## Personal

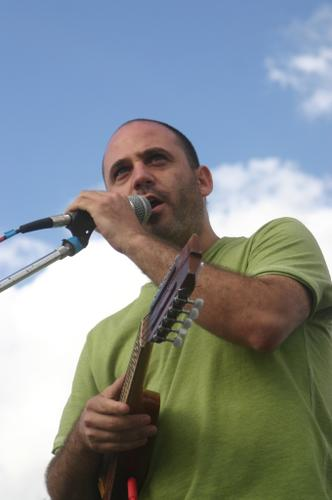
Eduardo Schmidt (voz)
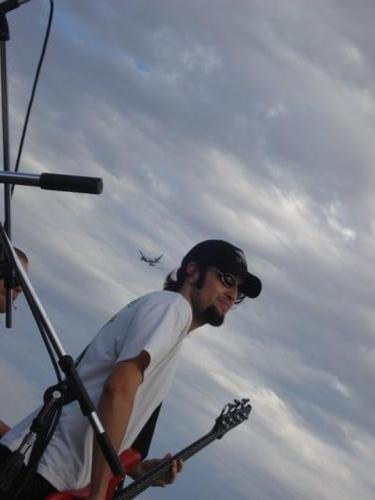
Nicolás Aranda (bajo)
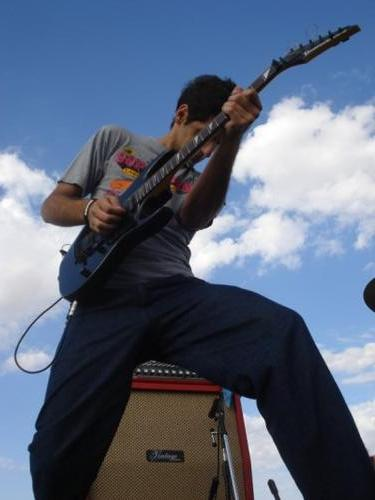
Matías Luongo (guitarra)
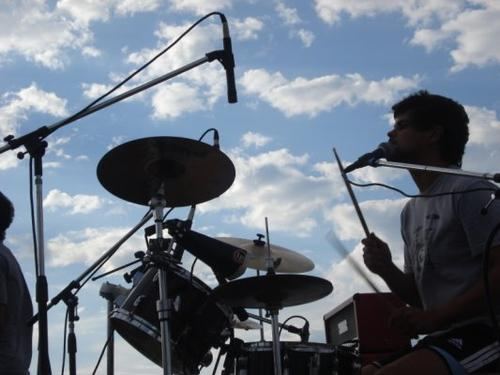
Daniel Bugallo (batería)